# 기예르모 리곤도
기예르모 리곤도 오르티스(스페인어: Guillermo Rigondeaux Ortiz, 1980년 9월 30일~)는 쿠바의 권투 선수이다. 아마추어 선수 시절 여러 국제 대회에서 밴텀급을 평정했으며, 2000년과 2004년 하계 올림픽에서 밴텀급 2연속 금메달을 획득했다. 또한 세계 선수권 대회 2회 우승, 월드컵 3회 우승을 달성했다. 2009년에 프로로 전향했고 2013년부터 2017년까지 세계 복싱 협회(WBA), 세계 복싱 기구(WBO) 밴텀급 통합 챔피언으로 군림했다.